# Parafia Narodzenia Najświętszej Maryi Panny w Niemstowie
Parafia Narodzenia Najświętszej Maryi Panny w Niemstowie – parafia rzymskokatolicka znajdująca się w dekanacie Cieszanów, w diecezji zamojsko-lubaczowskiej.
Do parafii należą wierni z  Niemstowa i Ułazowa.

## Historia
Niemstów należał do parafii w Cieszanowie. W latach 1910–1912 miejscowi grekokatolicy zbudowali murowaną cerkiew filialną. Po II wojnie światowej opuszczoną cerkiew zaadaptowano na kościół rzymskokatolicki. 
Parafia w Niemstowie została erygowana 9 lipca 1980 roku przez administratora apostolskiego w Lubaczowie bpa Mariana Rechowicza.
W Ułazowie po 1947 roku na kościół filialny zaadaptowano cerkiew św. Dymitra. Na fundamentach cerkwi zbudowano kościół filialny pw. św. Jana Chrzciciela, który został poświęcony 20 czerwca 1993 przez bpa Jana Śrutwę. 
Proboszczami parafii byli: o. Władysław Niemiec (OFM Conv, 1981–1982), ks. Władysław Bednarczyk, ks. Stanisław Tymosz, ks. Ryszard Basznianin, ks. Roman Kulczycki (1990–1993), ks. Mieczysław Startek (1993–2000), ks. Stefan Kuk (2000–2003), ks. Marek Krzyżan (2003–2008), ks. Jerzy Truś (2008–2014), ks. Andrzej Wysokiński (2014–2021). W parafii jest 1250 mieszkańców. 